# Schott AG
La Schott AG è un'azienda tedesca con sede a Magonza, specializzata nella produzione di vetro e vetroceramica, fondata nel 1884 da Otto Schott. La proprietà della Schott AG è della Carl-Zeiss-Stiftung.

## Storia

### Vetreria del XIX secolo

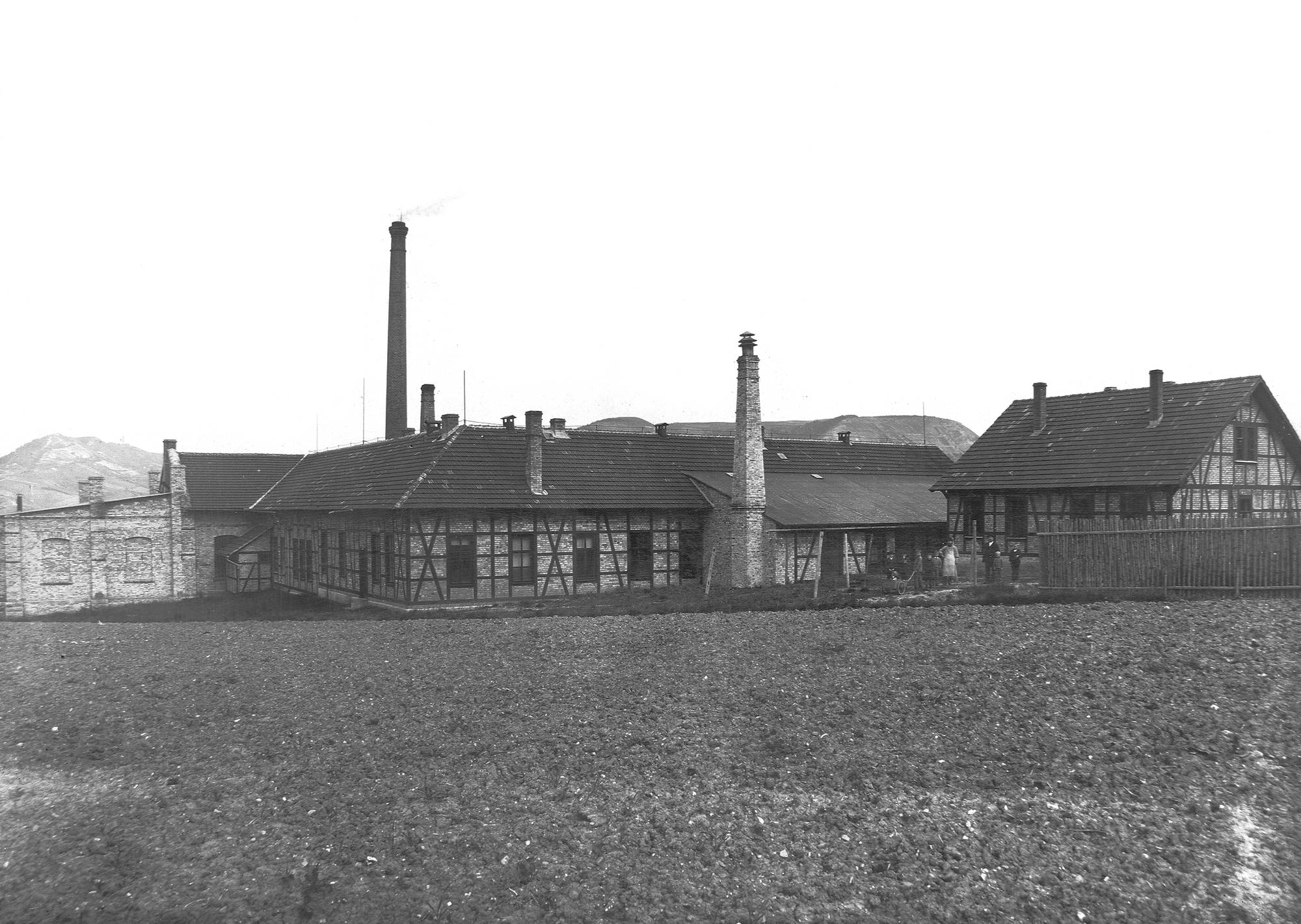
Vetreria del 1884 a Jena

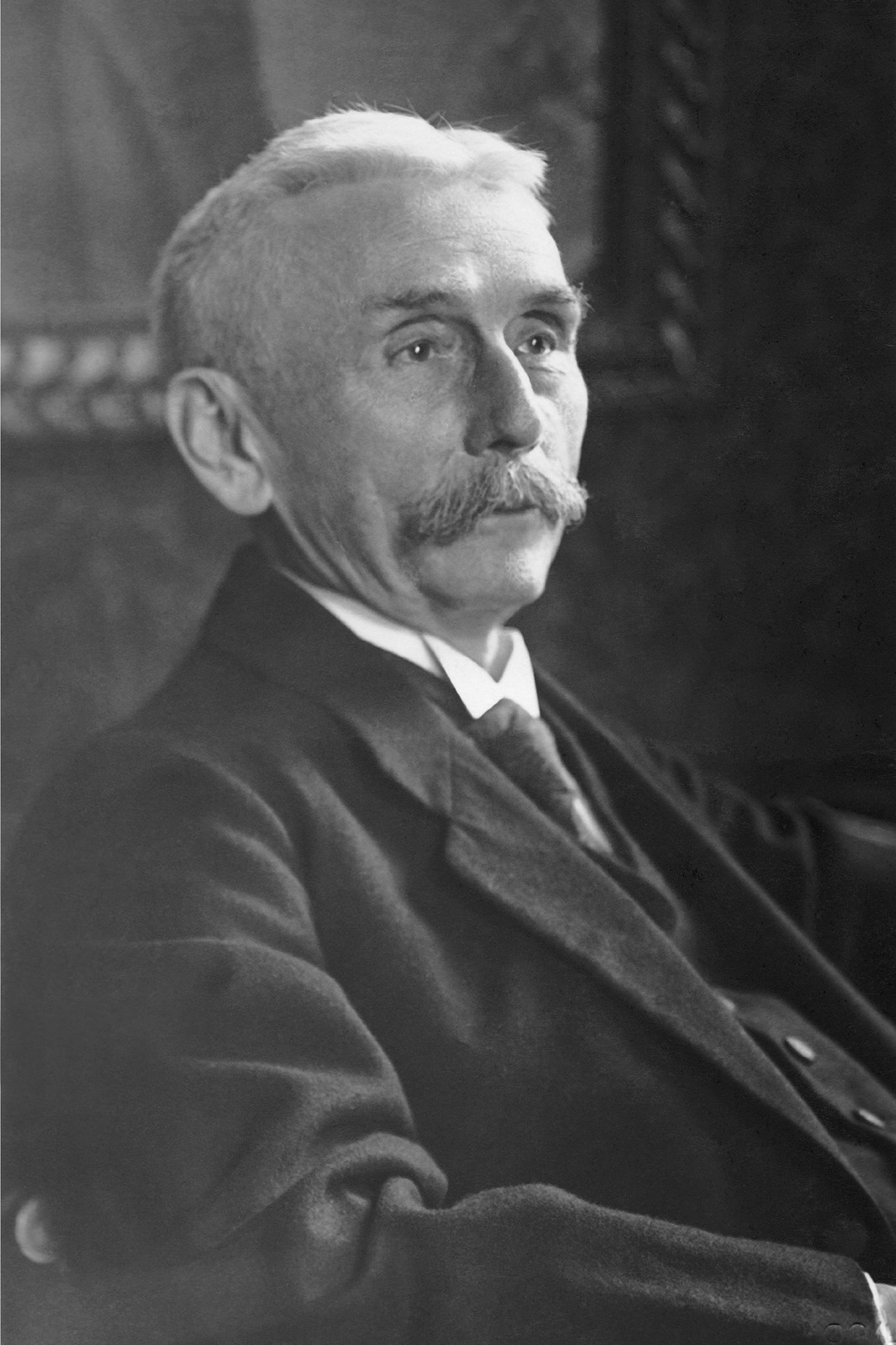
Il fondatore Otto Schott

L'azienda venne fondata nel 1884 da Otto Schott, Ernst Abbe e Carl Zeiß e dal figlio Roderich Zeiß come Glastechnische Laboratorium Schott & Genossen a Jena, produttrice di vetri per ottiche come microscopi e cannocchiali. Nel 1891 la fondazione di Ernst Abbe Carl-Zeiss-Stiftung entra nell'azienda. Con la scoperta dei materiali termoresistenti, come il vetro borosilicato, si avvia una nuova tecnica per la fabbricazione di vetreria per chimica e per illuminazione a gas.

### Società fondante
La società viene trasferita nel 1919 da Otto Schott alla Carl-Zeiss-Stiftung. Venne così creata la Jenaer Glaswerk Schott & Gen. Dal 1927 il figlio Erich Schott diresse la società.

### Nuova sede di Magonza

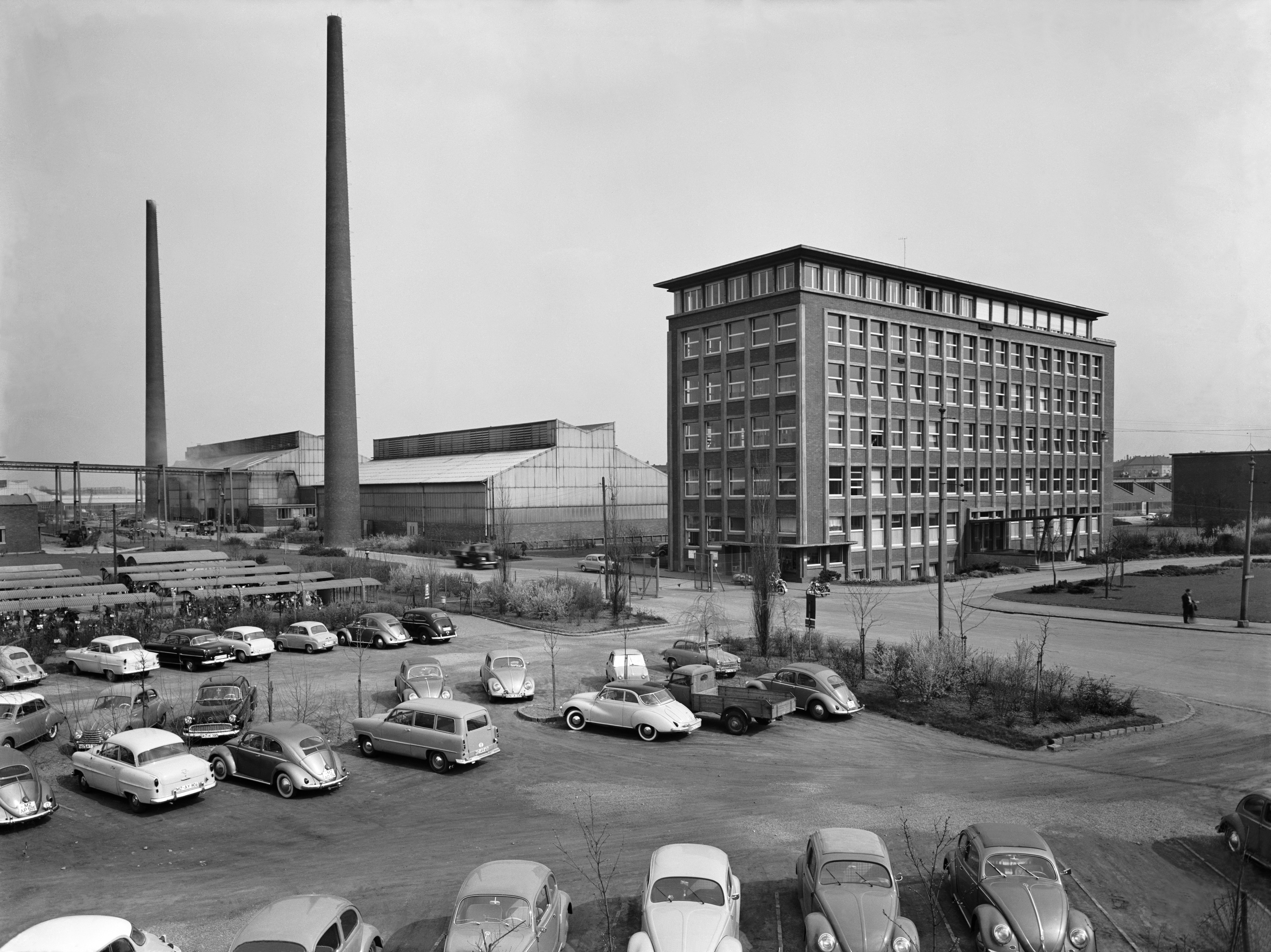
Stabilimento a Magonza negli anni '50

Dopo la seconda guerra mondiale la sede originale di Jena viene lasciata. L'evento sarà noto come „Zug der 41 Glasmacher“ nella storia della società. Dopo diverse stazioni intermedie a Heidenheim an der Brenz nel Württemberg e Zwiesel in Baviera, il viaggio terminò a Magonza, dove Erich Schott nel 1952 stabilì la sede a Magonza-Neustadt. La sede di Jena verrà nel 1948 riposta in una Volkseigener Betrieb della DDR.

### Solare
Nel 2001 entra nel ramo dell'energia solare e nel 2005 viene fondata la SCHOTT Solar GmbH (dal 2008: Schott Solar AG). La società produce celle fotovoltaiche. Si occupa anche di tecnologia della concentrazione solare (CSP). Con la costruzione di pannelli solari termici produce energia per grandi stabilimenti. Nel 2012 viene ceduta la società.

## Sedi in Germania
- Magonza: vetri per ottica, vetroceramica Ceran, Robax, fibra di vetro, tubi per farmacia
- Grünenplan: vetri sottili
- Jena: vetri protettivi
- Landshut: Electronic Packaging
- Mitterteich: tubi di vetro per farmacia
- Müllheim (Baden): packaging per farmacia

## Prodotti

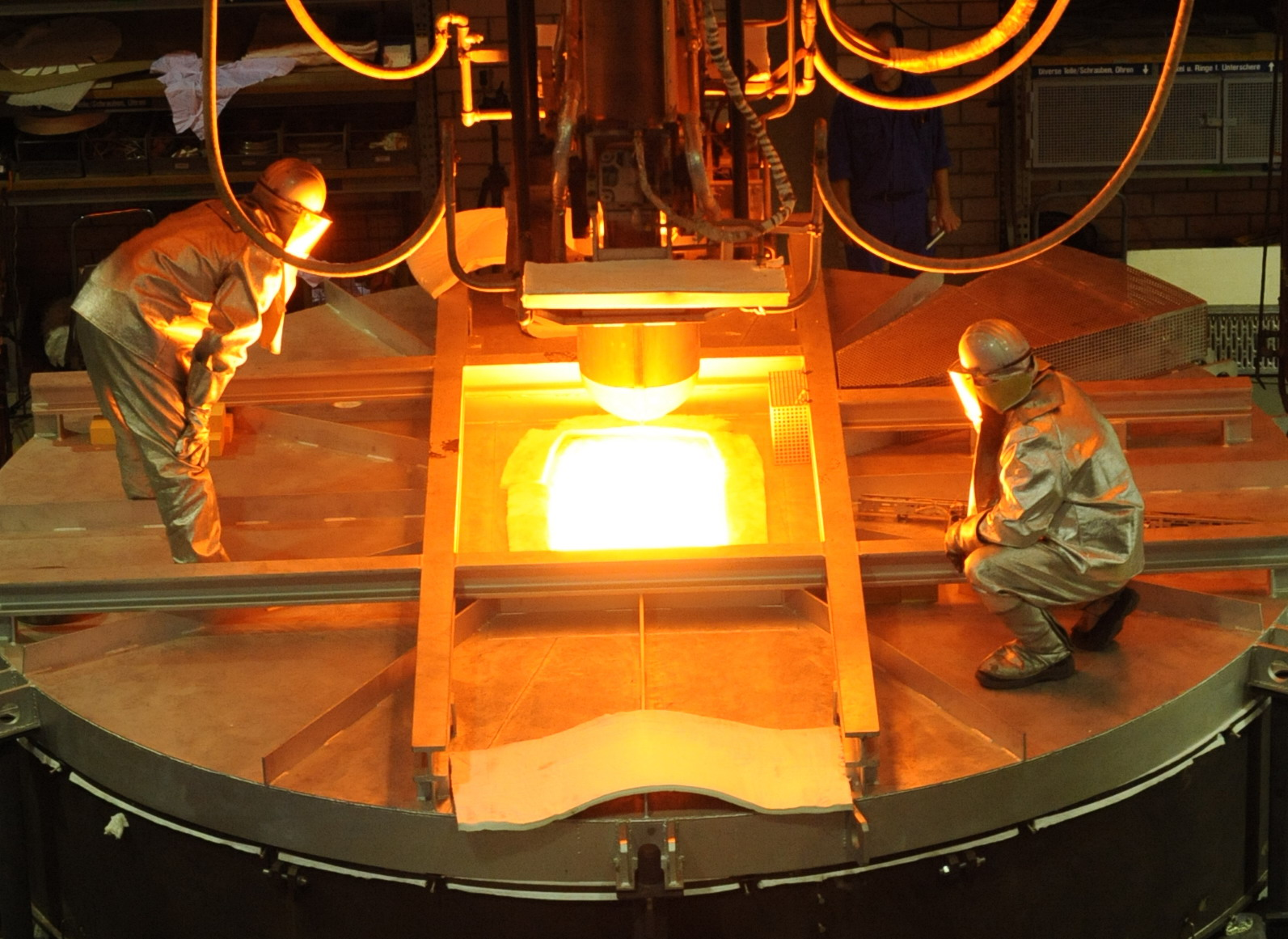
Specchio in fabbricazione

Schott produce diversi vetri e vetroceramica speciali per diversi ambiti tecnologici come elettrodomestici, industria farmaceutica, industria elettronica, industria ottica, biologia, industria automobilistica e industria aerospaziale.
Applicazioni speciali comprendono le ottiche di telescopi astronomici:
- Osservatorio del Paranal con il Very Large Telescope (1991–1993: quattro specchi di 8,2 m diametro)[7]
- Telescopi Keck (1993–1996: due specchi segmentati di 10,0 m diametro)[8]
- Gran Telescopio Canarias (2007–2008: uno specchio segmentato di 10,4 m diametro)[9]

Produce anche i cinque specchi del Extremely Large Telescope (ELT). Con lo specchio primario di 39 metri di diametro, è il telescopio più grande noto.

## Marchi

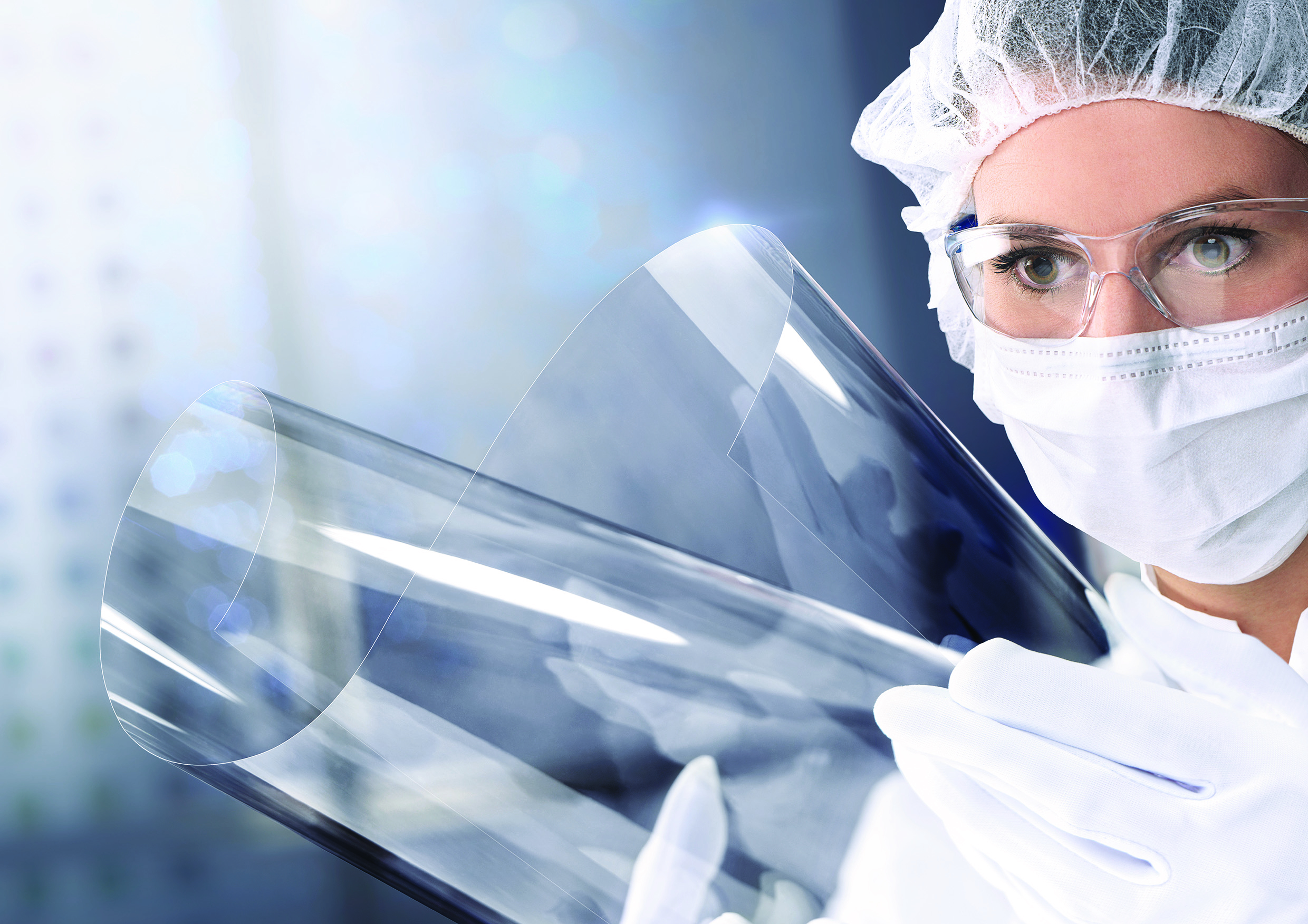
Vetro curvo

Accanto ai noti CERAN e PYRAN vi sono anche ROBAX, FIOLAX, HelioJet, PURAVIS, ZERODUR. Il marchio di vetreria DURAN è stato ceduto.

## Film
- Ein Glas für alle Fälle – Schott AG in Mainz – documentario televisivo della SWR della serie made in Südwest, prima visione 20 maggio 2015